# Haliragoides niflheimri
Haliragoides niflheimri is een vlokreeftensoort uit de familie van de Calliopiidae. De wetenschappelijke naam van de soort is voor het eerst geldig gepubliceerd in 2007 door d’Udekem d’Acoz.